# یان کیداوا-بووینسکی
یان کیداوا-بووینسکی (لهستانی: Jan Kidawa-Błoński؛ زادهٔ ۱۲ فوریهٔ ۱۹۵۳) یک کارگردان فیلم، تهیه‌کننده فیلم و فیلم‌نامه‌نویس اهل لهستان است.
از فیلم‌ها یا برنامه‌های تلویزیونی که وی در آن نقش داشته‌است، می‌توان به نشانه، مقدرشده برای بلوز و رز کوچک اشاره کرد.